# Route 47 (Oman)
Die Route 47 oder R47 ist eine Fernstraße im Sultanat Oman. Die Fernstraße führt von Salala, der Hauptstadt der Dhofarregion, durch die zerklüftete Dschabal-Qamar-Gebirgskette bis zur Staatsgrenze mit dem Jemen im Ort Sarfayt. Im Jemen verläuft die Straße als Route 100 weiter.